# Metro (chính quyền vùng Oregon)
Metro, trước đây còn được biết với tên Metropolitan Service District (Đặc khu Dịch vụ Vùng đô thị), là một cơ quan chính quyền vùng đặc trách phần phía tiểu bang Oregon của Vùng đô thị Portland (Vùng đô thị này có trung tâm ở thành phố Portland, Oregon và bao gồm một phần tây nam tiểu bang Washington). Nó là tổ chức quy hoạch vùng đô thị duy nhất được dân chúng bầu trực tiếp tại Hoa Kỳ.

## Lịch sử và tiến trình phát triển
Metro với hình thức chính quyền ngày nay là đã được hình thành từ Hội Chính quyền Vùng Columbia (Columbia Region Association of Governments) (1966–1978) và trước đó là Đặc khu Dịch vụ Vùng đô thị (Metropolitan Service District) (1957–1966). Một cuộc bầu cử toàn tiểu bang đã thiết lập nên Metro vào tháng 5 năm 1978, bắt đầu hoạt động thực sự vào ngày 1 tháng 1 năm 1979. Năm 1992, cử tri chấp thuận một bản hiến chương tự trị nhằm định hướng vai trò chính của Metro trong việc lập chính sách và quy hoạch để bảo tồn và nâng cao chất lượng cuộc sống và môi trường, và thay đổi tên của cơ quan này thành Metro. Hiến chương này được tu chính vào tháng 11 năm 2000 khi Lá phiếu số 26-10 được cử tri thông qua. Lá phiếu này loại bỏ viên chức hành chính và tái tổ chức ban ủy viên hành chính.

## Lĩnh vực chịu trách nhiệm
- Cung cấp quy hoạch sử dụng đất và có trách nhiệm duy trì ranh giới phát triển đô thị vùng Portland, một ranh giới hợp pháp chia đất nông thôn ra khỏi đất đô thị. Lập quy hoạch để giảm tình trạng đô thị lan rộng ra. Nó điều hợp với các thành phố và quận trong vùng để bảo đảm nguồn cung ứng đất phát triển trong vòng 20 năm.
- Nó là tổ chức quy hoạch vùng đô thị của vùng này, có trách nhiệm quy hoạch hệ thống giao thông vùng mặc dù TriMet điều hành phần lớn các xe buýt và hệ thống đường sắt nhẹ có tên MAX.
- Nó điều hành một số cơ sở tiện ích công viên trong đó có Công viên Blue Lake và Công viên vùng Oxbow, Công viên Lãnh thổ Howell, sân golf Glendoveer, các nơi đổ tàu thuyền ở Đảo Sauvie, Công viên Hải dương Chinook Landing, Khu nước ngập thiên nhiên Smith và Bybee, Khu hoang dã Beggars-tick, và 14 nghĩa trang thời xưa trong 
Quận Multnomah.
- Nó có trách nhiệm bảo trì một khu san lấp đất (hố sâu dùng cho đổ đất và đá phế thải) có tên "St. Johns Landfill", làm chủ và điều hành hai trạm rác, xử lý chất độc hại và rác tái chế.
- Nó làm chủ và điều hành Trung tâm Hội nghị Oregon, Vườn thú Oregon, Trung tâm Nghệ thuật Biểu diễn Portland, và Trung tâm Triển lãm Vùng đô thị Portland.
- Nó có trách nhiệm hoạch định kế hoạch bảo vệ đời sống hoang dã và cá trong vùng.
- Nó có thẩm quyền (cho đến giờ vẫn chưa từng thực hiện thẩm quyền này) trưng thu cơ quan giao thông vùng có tên là TriMet.
- Chịu trách nhiệm về hệ thống thông tin địa lý của vùng và duy trì hệ thống thông tin về đất đai trong vùng.

## Cơ cấu chính quyền
Metro do chủ tịch hội đồng điều hành (chủ tịch hiện nay là David Bragdon). Chủ tịch được toàn vùng bầu lên và 6 ủy viên vùng được bầu lên theo từng khu vực (các khu mang số thứ tự từ 1 đến 6). Metro cũng có một kiểm toán viên — hiện tại là Suzanne Flynn — người này được toàn vùng bầu lên. Mỗi viên chức phục vụ nhiệm kỳ bốn năm. Hội đồng vùng bổ nhiệm một hành chính trưởng và một biện lý vùng.

## Các thành phố được phục vụ
Metro phục vụ 25 thành phố trong các quận Clackamas, Multnomah, và Washington (cũng như các phần đất chưa hợp nhất của các quận này):
- Beaverton (Khu số 3)
- Cornelius (Khu số 4)
- Damascus (Khu số 1)
- Durham (Khu số 3)
- Fairview (Khu số 1)
- Forest Grove  (Khu số 4)
- Gladstone (Khu số 2)
- Gresham (Khu số 1)
- Happy Valley (Khu số 1)
- Hillsboro (Khu số 4)
- Johnson City (Khu số 2)
- King City (Khu số 3)
- Lake Oswego (Khu số 2)

- Maywood Park (Khu số 1)
- Milwaukie (Khu số 2)
- Oregon City (Khu số 2)
- Portland (Khu số 1, 2, 5, và 6)
- Rivergrove (Khu số 2)
- Sherwood (Khu số 3)
- Tigard (Khu số 3)
- Troutdale (Khu số 1)
- Tualatin (Khu số 3)
- West Linn (Khu số 2)
- Wilsonville (Khu số 3)
- Wood Village (Khu số 1)

## Các khu của Metro
Các khu của Metro và các ủy viên đại diện tính đến tháng 1 năm 2009:
1. Rod Park (Fairview, Gresham, Happy Valley, Maywood Park, Troutdale, Wood Village, Damascus và một số phần đất phía đông của Portland)
2. Carlotta Collette Lưu trữ ngày 11 tháng 7 năm 2009 tại Wayback Machine (một phần đất phía tây nam của Portland và phần lớn khu đô thị của quận Clackamas trong đó có Gladstone, Johnson City, Lake Oswego, Milwaukie, Oak Grove, Oregon City, Rivergrove và West Linn)
3. Carl Hosticka (Phó chủ tịch) (các phần đất của quận Washington và quận Clackamas và các thành phố Beaverton, Durham, King City, Sherwood, Tigard, Tualatin và Wilsonville)
4. Kathryn Harrington (phía bắc quận Washington, Cornelius, Hillsboro, Forest Grove, Tây bắc Beaverton, Aloha, Bonny Slope, Raleigh Hills, West Slope, Cedar Mill và Cedar Hills)
5. Rex Burkholder (Tây bắc Portland, Bắc Portland, Đông bắc Portland, trung tâm Portland, một phần Tây nam Portland và một phần Đông nam Portland)
6. Robert Liberty (các phần đất Đông bắc, Đông nam và Tây nam Portland)
7. David Bragdon (Chủ tịch hội đồng Metro, được toàn vùng bầu lên)